# Владимир Радев
Владимир Трайчев Радев е български учител и общественик, деец на късното българско възраждане в Македония.

## Биография
Владимир Радев е роден в град Ресен, тогава в Османската империя. По-голям брат е на Симеон Радев. В 1891 година завършва с отличие шестия випуск Солунската българска мъжка гимназия. След завършването си работи една година като български учител в Охрид. В Охрид Радев развива широка дейност и след това Екзархията започва да го назначава като главен учител и училищен инспектор в застрашените от чуждите пропаданди – сръбска и гръцка, градове – Куманово, Тетово и Костур. В 1895 година е учител в Тетово и член на околийския революционен комитет на ВМОРО заедно с Драган Ничев, Никола Панчев, Симеон Мисов и Григор Михайлов.
По-късно напуска учителската професия, пристига в София при родителите и брат си Симеон, и няколко години работи като началник-отделение в Министерството на търговията. При избухването на Балканската война в 1912 година Владимир Радев се записва доброволец в Македоно-одринското опълчение на Българската армия и командва Интендантската рота.
През Първата световна война е началник на отделение в Министерството на Търговията.
Умира в София около 1932 година.